# Adrian Lyne
Adrian Lyne (n. 4 martie 1941, Peterborough, Northamptonshire) este un regizor britanic, scenarist și producător de film. A regizat filme ca Fatal Attraction, 9 1/2 Weeks, Flashdance, Indecent Proposal, Jacob's Ladder sau  Unfaithful, pentru ultimul fiind nominalizat la Premiul Oscar pentru cel mai bun regizor.

## Biografie
S-a născut la Peterborough dar a crescut în Londra. Lyne a absolvit Highgate School din North London; la fel ca și fratele său mai mic, profesorul Oliver Lyne (1944-2005), care a fost un academician al Universității Oxford. Tatăl lor a fost profesor al școlii.
A fost inspirat de regizori ca Godard, Truffaut sau Chabrol - parte a noului val de regizori francezi.  Lyne a făcut parte din noua generație de regizori britanici ai anilor 1970, printre care și Ridley Scott, Alan Parker, Tony Scott sau Hugh Hudson, care și-au început carierele ca realizatori de reclame de televiziune.

## Filmografie
Ca regizor:
- The Table (1973) (și scenarist)
- Mr. Smith (1976)  (și scenarist)
- Foxes (1980)
- Flashdance (1983)
- 9½ Weeks (1986)
- Fatal Attraction (1987)
- Scara lui Iacob (1990)
- Indecent Proposal (1993)
- Lolita (1997)
- Unfaithful (2002) (și producător)

Ca scenarist:
- Back Roads (2018)

## Legături externe
- Adrian Lyne la Internet Movie Database
- Adrian Lyne la Allmovie